# Carl Reinhold Roth
Carl Reinhold Roth, född 18 november 1797 i Nyeds församling, Värmlands län, död 28 februari 1858 i Maria Magdalena församling, Stockholms stad, var en svensk industriman och den förste brukspatronen med namnet Roth på Ludvika bruk. Ur Ludvika bruk utvecklas staden Ludvika och nya företag som Elektriska AB Magnet, vilket 1916 gick upp i ASEA Ludvikaverken.

## Liv och verk
Familjen Roth är intimt förknippad med Ludvika bruk och Sunnansjö bruk. Carl Reinhold Roth var grosshandlare i Stockholm och blev 1836 den förste brukspatronen med namnet Roth på bruken i Ludvika och Sunnansjö. Utom ett större skeppsrederi ägde han stora skogsegendomar och var en av de första grundarna av sågverksindustrin i Norrland. År 1836 förvärvade han 2/3 av bruksrörelsen i Ludvika från Anders Pettersson Wetterdal, som i sin tur blivit ägare till bruket omkring 1825. 
Carl Reinhold Roth var gift med Augusta Jacobina, född Setterwall (1806–1882), och deras tre söner förde faderns arbete vidare. Roth var en typisk representant för den köpmannaadel, som spelade en betydande roll som industrigrundare under 1800-talets andra hälft.
Efter Carl Reinhold Roths död 1858 drev den äldste sonen, Carl Edward Roth (1828–1898) bruket i Ludvika, mellansonen Carl Emil Roth (1830–1885) skötte brukets försäljning och finanser i Stockholm medan den yngste sonen, Carl Ehrnfried Roth (1842–1905), fick 1866 ansvaret för brukets smide. Carl Reinhold Roth gravsattes den 11 mars 1858 på Norra begravningsplatsen i Solna kommun.

## Bilder

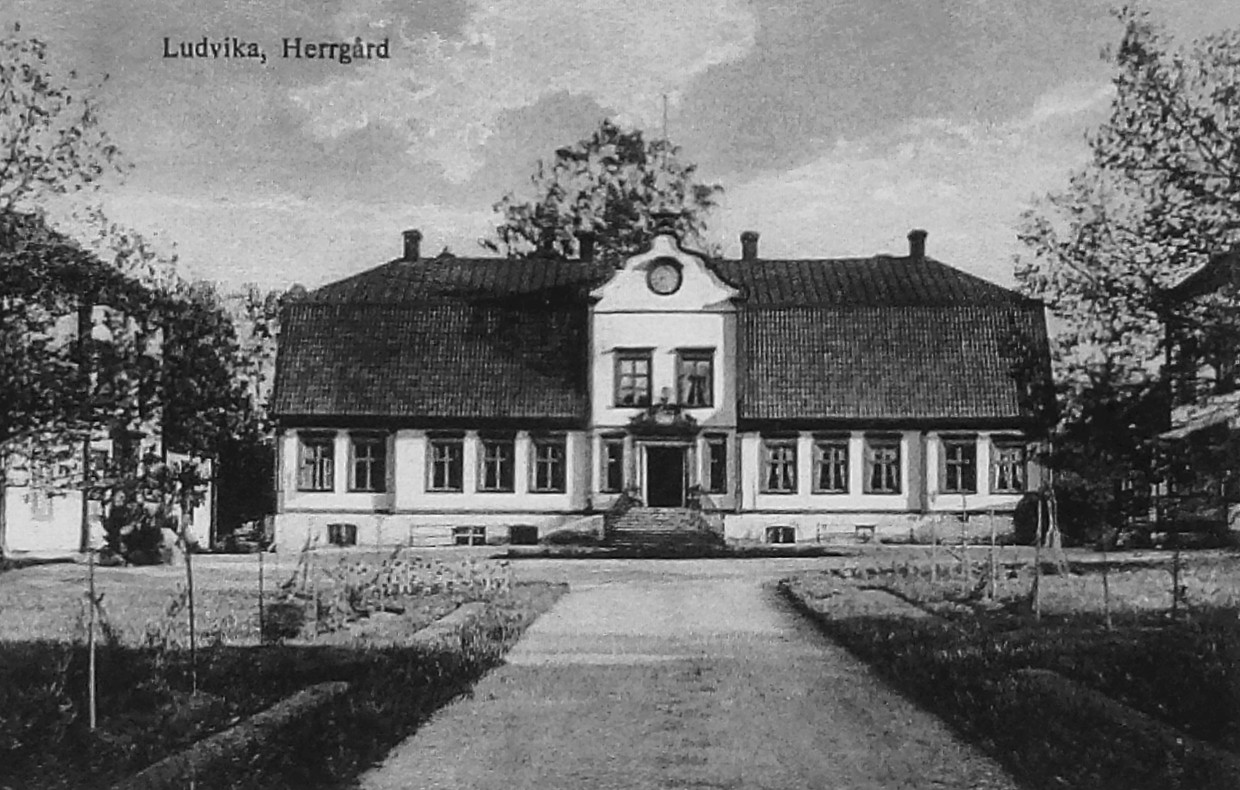
Ludvika herrgård, här på ett äldre vykort, var Carl Reinhold Roths residens fram till 1858.
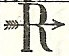
Roths logotyp vid Ludvika bruk.
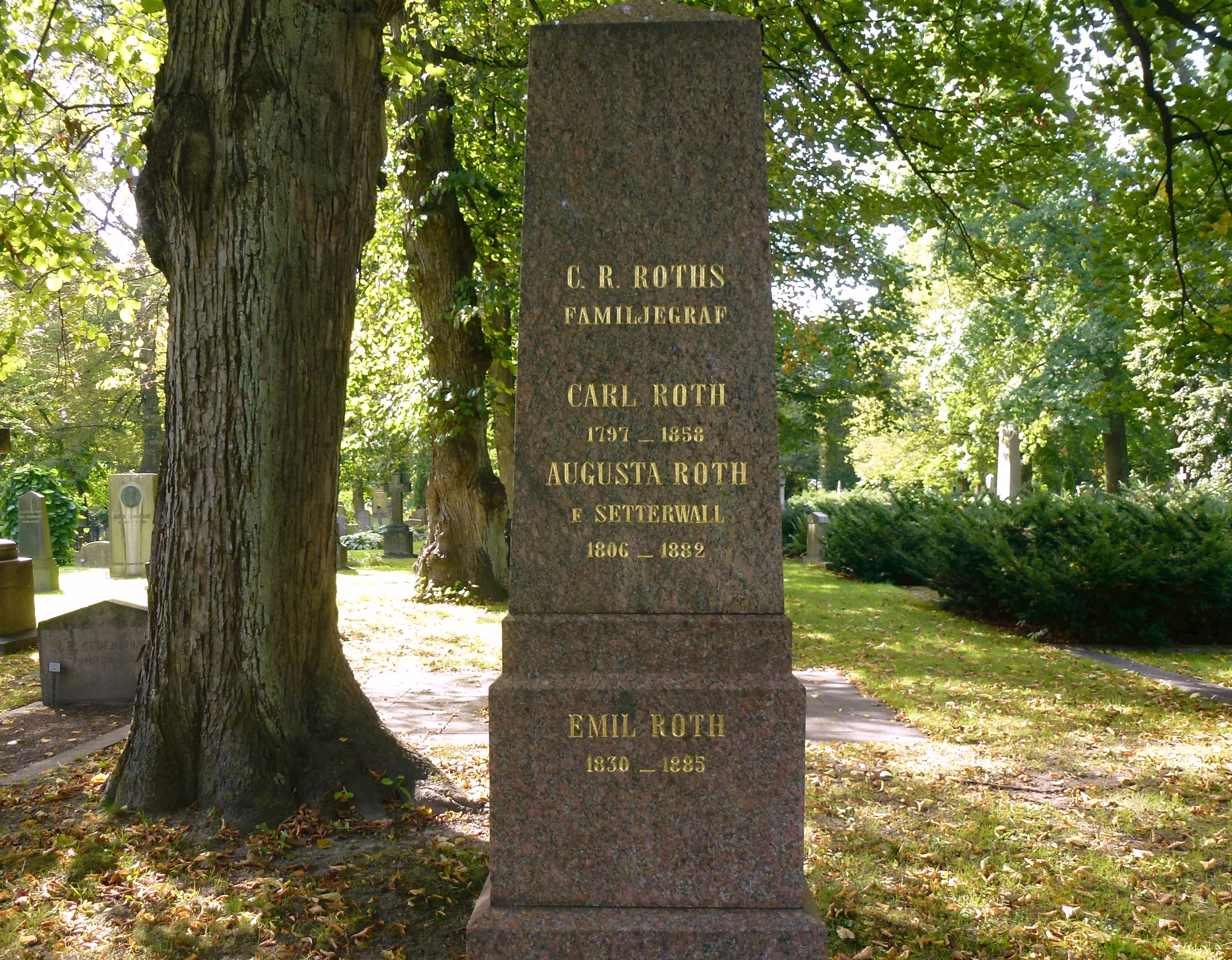
C.R. Roths familjegrav på Norra begravningsplatsen i Solna kommun.